# Schwarzenmühle (Rothenburg ob der Tauber)
Schwarzenmühle ist ein Gemeindeteil der Großen Kreisstadt Rothenburg ob der Tauber im Landkreis Ansbach (Mittelfranken, Bayern). Schwarzenmühle liegt in der Gemarkung Rothenburg ob der Tauber.

## Geografie
Die Einöde liegt an der Tauber und am Hohbach, der hier als linker Zufluss in die Tauber mündet. Die Staatsstraße 2268 führt nach Detwang (1,5 km südlich) bzw. nach Bettwar (2 km nördlich). Ein Anliegerweg führt nach Hohbach (0,2 km westlich).

## Geschichte
Mit dem Gemeindeedikt (frühes 19. Jahrhundert) wurde Schwarzenmühle dem Steuerdistrikt und der Munizipalgemeinde Rothenburg ob der Tauber zugewiesen.

### Baudenkmal
- Creglinger Str. 3: Wassermühle mit Wohnhaus und Wirtschaftsgebäude[5]

### Einwohnerentwicklung
| Jahr      | 001818 | 001840 | 001871 | 001885 | 001900 | 001925 | 001950 | 001961 | 001970 | 001987 |
| Einwohner | 4      | 4      | 13     | 16     | 9      | 12     | 10     | 9      | 6      | *      |
| Häuser    | 1      | 1      |        | 1      | 2      | 1      | 2      | 1      |        | *      |
| Quelle    | [ 7 ]  | [ 8 ]  | [ 9 ]  | [ 10 ] | [ 11 ] | [ 12 ] | [ 13 ] | [ 14 ] | [ 15 ] | [ 16 ] |

## Religion
Der Ort ist seit der Reformation evangelisch-lutherisch geprägt und bis heute nach St. Jakob (Rothenburg ob der Tauber) gepfarrt. Die Einwohner römisch-katholischer Konfession sind nach St. Johannis (Rothenburg ob der Tauber) gepfarrt.